# Данганнон Свіфтс
ФК «Данганнон Свіфтс» (англ. Dungannon Swifts Football Club) — північноірландський футбольний клуб з міста Данганнон, заснований у 1949 році. Виступає у Прем'єршипі. Домашні матчі приймає на стадіоні «Стангмо Парк», розрахований на 5 000 глядачів.

## Досягнення
Кубок Північної Ірландії
- Володар кубка (1): 2024–25

Суперкубок Північної Ірландії
- Володар суперкубка (1): 2025